# 伯格曼空间
在复分析、泛函分析和算子理论中，伯格曼空间（英語：Bergman space）是指在复平面的某个区域 D 内的全纯函数空间，这些函数在边界处足够良好，以至于它们是绝对可积的，该空间以斯蒂芬·伯格曼（Stefan Bergman）的名字命名。具体来说，对于0 < p < ∞，伯格曼空间 Ap(D) 是指在区域D内所有范数有限的全纯函数f所组成的空间：
{\displaystyle \|f\|_{A^{p}(D)}:=\left(\int _{D}|f(x+iy)|^{p}\,\mathrm {d} x\,\mathrm {d} y\right)^{1/p}<\infty .}
{\displaystyle \|f\|_{A^{p}(D)}} 是函数f的范数。当{\displaystyle p\geq 1}时，其为真正的范数（即满足范数的所有条件）。伯格曼空间Ap(D)是所有位于Lp空间中的全纯函数的子空间，并且是巴拿赫空间。